# Kommandobefehl
Het Kommandobefehl was een op 18 oktober 1942 door Adolf Hitler uitgevaardigd order. Deze hield in dat leden van geallieerde commando's en luchtlandingstroepen direct gedood moesten worden of overgedragen moesten worden aan de Sicherheitsdienst (SD). De order werd door de Generale Staf van Oberkommando der Wehrmacht (OKW) als zeer geheim opgesteld, werd door Hitler ondertekend, en werd verspreid onder de hoogste militaire autoriteiten. Hij was in strijd met de Conventie van Genève en is bij de Processen van Neurenberg door de aanklager opgevoerd als een van de bewijzen voor de gepleegde oorlogsmisdaden, waarvoor onder anderen generaal Alfred Jodl en generaal-veldmaarschalk Wilhelm Keitel de doodstraf kregen.

## Geschiedenis
In het algemeen hielden de Duitsers zich aan de Conventie van Genève bij de behandeling van (westerse) geallieerde krijgsgevangenen. Voor twee categorieën werd deze conventie niet gevolgd: geheim agenten én commando's. Dit had te maken met het feit dat de commando-operaties in Europa en Noord-Afrika steeds succesvoller werden én de gedachte aan Duitse zijde dat commando's gevangengenomen Duitsers op zeer hardhandige wijze verhoord werden. Dit veroorzaakte angst onder de Duitse soldaten. Dit werd versterkt tijdens commando-operatie Basalt in de nacht van 3 en 4 oktober 1942 op het Kanaaleiland Sark, waar Duitse gevangenen om het leven werden gebracht, nadat een van hen om hulp had geroepen. Voor Hitler de reden om in het Wehrmachtcommuniqué van 7 oktober 1942 bekend te maken dat elke geallieerde soldaat die zich als een bandiet gedroeg ter plekke geëlimineerd moest worden. Op 18 oktober volgde het beruchte Kommandobefehl, waarin expliciet vermeld werd dat leden van de sabotagetroepen geëxecuteerd moest worden of overgedragen moest worden aan de SD. Onder commando's werden dan ook de luchtlandingstroepen verstaan. Het document werd ondertekend door Keitel, Jodl en Walter Warlimont.
In punt 3 van het Kommandobefehl staat vrij vertaald het volgende:
Voortaan moeten bij zogenaamde commando-operaties in Europa of Afrika, alle tegenstanders van de Duitse troepen – ook wanneer het, afgaand op het uiterlijk, gaat om geüniformeerde en al dan niet bewapende soldaten of vernietigingstroepen – tot de laatste man gedood worden. En dit ongeacht het feit of het gaat om militairen die strijden of op de vlucht zijn.
Generaal Jodl was door Hitler als verantwoordelijke aangesteld voor de uitvoering van deze geheime order en zorgde voor de verspreiding ervan. Andere generaals als Erwin Rommel en Albert Kesselring negeerden deze order en bevalen hun troepen de commando's als gewone krijgsgevangenen te behandelen. De order werd voor het eerst toegepast op zeven commando's die gevangen werden genomen tijdens Operatie Musketoon. Na de landing in Normandië werd het Kommandobefehl door Keitel uitgebreid met partizanen en nog later op last van Hitler ook met bemanningsleden van neergestorte geallieerde vliegtuigen. In de praktijk hing het lot van iedereen die in aanmerking kwam voor het Kommandobefehl af van door wie ze gevangen waren genomen. De order leidde er ook toe dat commando's en para's alles aan deden om uit handen van de Duitsers te blijven wat tot harde situaties leidde. Tegen het einde van de oorlog (maart/april 1945) werd het Kommandobefehl door Keitel ingetrokken.
Bij de Processen van Neurenberg gaven zowel Jodl als Keitel aan dat ze niet geloofden in de legitimiteit van de order, maar omdat deze was opgelegd door Hitler, waren ze niet in staat de order te negeren. De officier van Justitie Telford Tayler weerlegde dit argument door te stellen dat elke Duitse officier het recht had orders te weigeren die een militair tot algemene of militaire criminaliteit aanzette. Nergens is vastgelegd dat Keitel en Jodl formeel tegen het Kommandobefehl geprotesteerd hadden.